# Baara
Baara (título internacional: Work) es una película de 1978 dirigida por Souleymane Cissé. Fue el primer largometraje producido en Malí. La película se ha proyectado en múltiples festivales de cine internacionales y ha ganado varios premios.

## Sinopsis
Un joven campesino maliense trabaja como baara, es decir, como portador de equipajes en Bamako. Conoce a un joven ingeniero progresista que le propone un trabajo en una fábrica.

## Reparto
- Ismaïla Saar
- Niare Baba
- Keita Boubacar
- Balla Moussa Keita
- Oumou Diarra

## Premios
- Étalon de Yennenga (FESPACO, Uagadugú)
- Montgolfiere de Oro (Festival de los Tres Continentes, Nantes)
- Premio del Jurado (Festival de Cine de Locarno, Locarno)